# كأس ألمانيا 1975–76
كأس ألمانيا 1975–76 (بالألمانية: DFB-Pokal 1975/76)‏ هو الموسم 33 من كأس ألمانيا. أشرف على تنظيمه اتحاد ألمانيا لكرة القدم، وكان عدد الأندية المشاركة فيه 128، وفاز فيه نادي هامبورغ.